# Katholieke Kerk in Niger
De Katholieke Kerk in Niger is een onderdeel van de wereldwijde Katholieke Kerk, onder het geestelijk leiderschap van de paus en de curie in Rome.
In 2005 waren ongeveer 16.000 (0.1%) inwoners van Niger katholiek. Niger bestaat uit een enkele kerkprovincie met twee bisdommen, waaronder een aartsbisdom. De bisschoppen zijn lid van de bisschoppenconferentie van Burkina Faso en Niger. President van de bisschoppenconferentie is Séraphin François Rouamba, aartsbisschop van Koupéla (Burkina Faso). Verder is men lid van de Conférences Episcopales Régionale de l’Afrique de l’Ouest Francophone en de Symposium des Conférences Episcoaples d’Afrique et de Madagascar.
Het apostolisch nuntiusschap voor Niger is sinds 16 juli 2024 vacant.

## Bisdommen
- Aartsbisdom Niamey
  - Bisdom Maradi

## Nuntius
- Apostolisch pro-nuntius

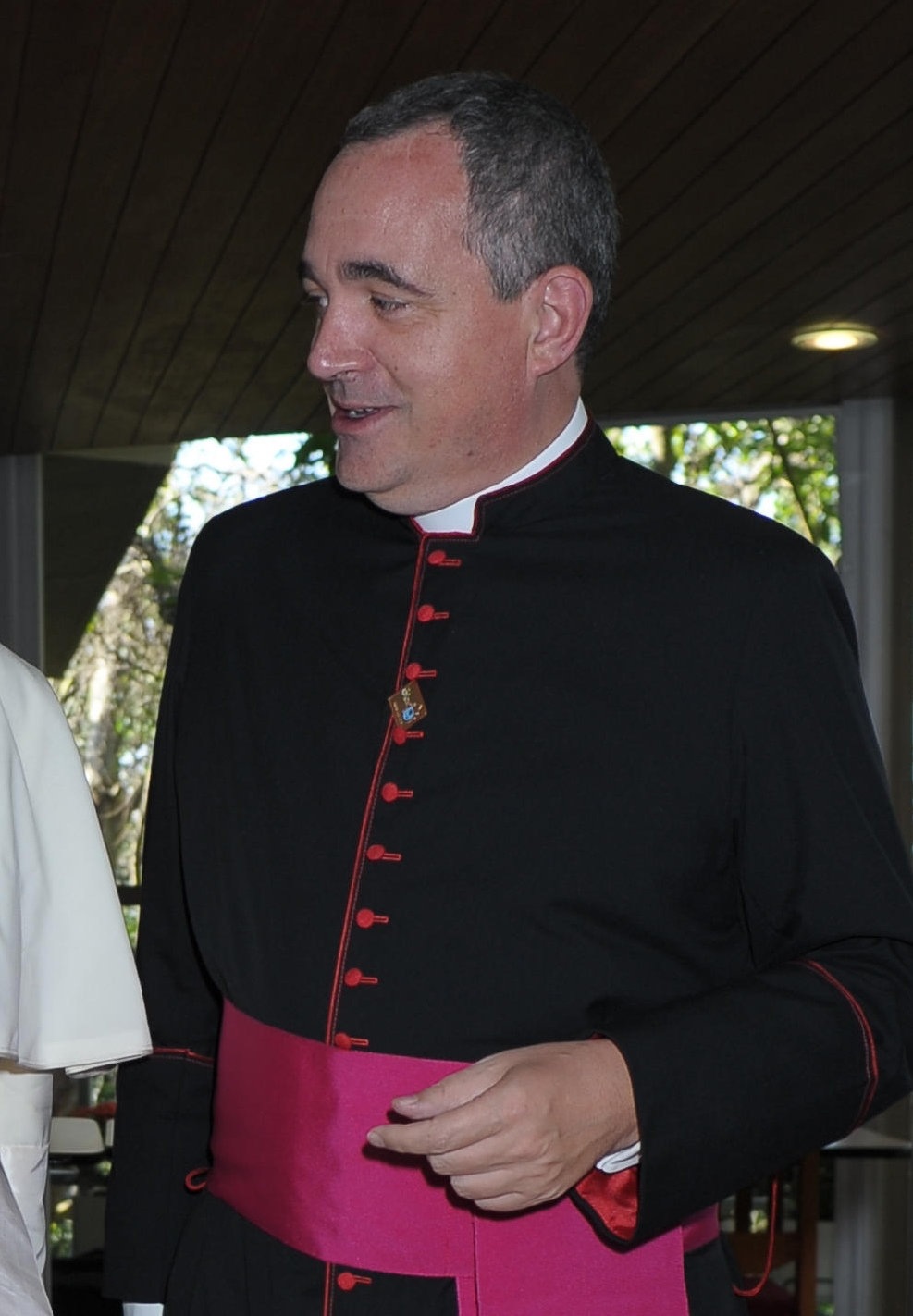
Aartsbisschop Piergiorgio Bertoldi

  - Aartsbisschop Giovanni Mariani (20 september 1971 – 11 januari 1975)
  - Aartsbisschop Luigi Barbarito (5 april 1975 – 10 juni 1978)
  - Aartsbisschop Luigi Dossena (24 oktober 1978 – 25 augustus 1979)
  - Aartsbisschop Justo Mullor García (25 augustus 1979 – 3 mei 1985)
  - Aartsbisschop Antonio Mattiazzo (16 november 1985 – 5 juli 1989)
  - Aartsbisschop Janusz Bolonek (18 november 1989 – 23 januari 1995)
- Apostolisch nuntius
  - Aartsbisschop Luigi Ventura (25 maart 1995 – 25 maart 1999)
  - Aartsbisschop Mario Zenari (12 juli 1999 – 10 mei 2004)
  - Aartsbisschop Mario Roberto Cassari (8 september 2004 – 12 juni 2007)
  - Aartsbisschop Vito Rallo (12 juni 2007 – 15 januari 2015)
  - Aartsbisschop Piergiorgio Bertoldi (24 april 2015 – 19 maart 2019)
  - Aartsbisschop Michael Francis Crotty (25 april 2020 – 16 juli 2024)
  - vacant (sinds 16 juli 2024)